# Semiothisa fusca
Semiothisa fusca là một loài bướm đêm trong họ Geometridae.